# Лотто, Лоренцо
Лоре́нцо Ло́тто  (итал. Lorenzo Lotto; 1480, Венеция — 1556, Лорето, Марке) — один из крупнейших живописцев венецианской школы периода маньеризма. Неспособный к компромиссам и в творчестве, и в духовной области, Лоренцо Лотто прожил беспокойную жизнь и часто испытывал материальные затруднения. Не подстраиваясь под господствовавшие вкусы, Лотто путешествовал в поисках заказчиков, которые могли бы понять и оценить его работы. После краткого периода успеха, он был забыт, а в Венеции осмеян. В конце XIX века (1895) Лотто был открыт вновь для широкой общественности мастером искусствоведческих атрибуций Бернардом Беренсоном. По мнению Беренсона: «Чтобы понять шестнадцатый век, узнать Лотто так же важно, как узнать Тициана».
Реконструкция биографии и творческого пути Лотто основана на его переписке, особенно относящейся к периоду его пребывания в Бергамо, и Libro di spese diverse — записи о приходах и расходах и реестре его произведений, составленном самим художником. Многие свои работы Лотто подписывал и датировал.

## Биография
Лоренцо Лотто родился в Венеции в 1480 году (так указано в его завещании от 25 марта 1546 года) и провёл в этом городе детство и юность. Однако о месте рождения художника существовали разные версии: Тревизо, Бергамо. В любом случае в Венеции он получил начальное художественное образование: Джорджо Вазари писал, что Лотто, «подражавший некоторое время манере Беллини, примкнул впоследствии к манере Джорджоне». Исследователи творчества Лотто, однако, предполагают, что он был учеником Альвизе Виварини, находя сходство манеры двух художников в ранних работах первого. Но более определённо на творчество Лотто повлиял Джованни Беллини, как наиболее известный и значительный из венецианских мастеров.
Молодой художник имел возможность также познакомиться с достижениями современной ему северной живописи: в Венеции в 1494—1495 (возможно) и в 1506—1507 годах бывал Альбрехт Дюрер, гравюры немецкого художника получили широкое распространение и к югу от Альп. Возможно, от Дюрера Лотто перенял натуралистичное изображение деталей, и, в то же время, пафос фантастических видений. Яркий свет, сияющие краски, жёсткие контуры в произведениях Лотто — характерные особенности северной живописи. Стиль таких художников, как Чима да Конельяно, был гораздо ближе Лотто, чем живопись Джорджоне, Беллини и его учеников с мягким светом, обволакивающим контуры. В Тревизо существовала крупная немецкая колония. «И это, можно думать, сыграло известную роль в обращении Лотто к немецкому искусству» . На этом основании его творчество часто связывают с провинциальными вкусами венецианской террафермы.

### Тревизо
Между 1503 и 1504 годами Лотто впервые упоминается в качестве художника в Тревизо, где он получил важный заказ и испытал первый успех. Культурная жизнь провинциального городка вращалась вокруг двора епископа Бернардо де Росси, который составляли учёные и художники. Портрет епископа, выполненный Лотто в 1505 году, своим «острым психологизмом предвосхищает портрет будущего». Для портрета де Росси Лотто создал «крышку» — сложную аллегорию, подобную «Аллегории целомудрия», написанной также около 1505 года, картине, полной загадочных символов.
Для церкви Святой Кристины в Тивероне близ Тревизо Лотто создал в 1505 году алтарь. В центральной части алтаря представлена Дева Мария с Младенцем, окружённая святыми, тип изображения Богоматери, называемый Святым собеседованием. Несомненна связь этого алтарного образа с «Алтарём св. Захарии» Беллини и «Алтарём Кастельфранко» Джорджоне. Традиционная иконография у Лотто получила новое развитие. Художник отступил от обычной трактовки Святого собеседования как сцены углублённого созерцания. Взгляды, которыми обмениваются персонажи, их жесты, вносят элемент беспокойства, который усиливается холодным светом и резкими контурами.
Алтарь для собора в Азоло (Pala di Asolo) с образом "Вознесения Марии и «Портрет молодого человека», (Музей истории искусств, Вена) в 1506 году стали последними работами Лотто в Тревизо. «Ранние произведения Лотто, обнаруживающие его знакомство с искусством Виварини, Якопо де Барбари, Антонелло да Мессина, отличаются провинциализмом и архаичностью. Но уже в них намечаются черты, предвосхищающие дальнейшее творческое развитие мастера, — сочетание лирики и нервной подвижности, склонность к эмоциональному надрыву и пафосу страдания и вместе с тем тяготение к холодному, но полнозвучному колориту и к необычным световым эффектам» .

### Марке и Рим
Приобретший за несколько лет значительную репутацию, в 1506 году художник был приглашён монахами-доминиканцами в Реканати (Марке). С этим монашеским орденом художник поддерживал связь до конца своих дней. В 1508 году Лотто закончил большой запрестольный образ для церкви Сан-Доменико в Реканати (в настоящее время хранится в городской Пинакотеке). Работа завершает цикл первых произведений Лотто, художник стал зрелым, вполне сложившимся мастером.
Бурные политические и военные события, развернувшиеся на севере Италии, лишили Лотто возможности вернуться на родину и художник направился в Рим, где оставался с 1509 по 1512 год, воспользовавшись вызовом художников папой Юлием II для украшения апартаментов в Ватиканском дворце. Здесь он работал вместе с Содомой и Брамантино, росписи впоследствии были уничтожены, так как требовалось освободить место для произведений Рафаэля.
С определённой долей уверенности можно отнести к римскому периоду «Кающегося Святого Иеронима» (1509, Замок Святого Ангела), к этой теме художник уже обращался в 1506 году (в этой картине историки искусства усматривают влияние изобразительного искусства Германии и Нидерландов). Римская версия отличается менее «северным», светлым, но в то же время тревожным пейзажем с антропоморфными деревьями.
Судя по поздним картинам художника, он побывал в Перудже и во Флоренции, где познакомился с работами Перуджино и Рафаэля. Лотто вернулся в Марке, что известно из контракта, подписанного 18 октября 1511 года художником с Братством Доброго Иисуса Ези. Лотто обязался написать «Снятие с креста» для церкви Сан-Флориано (в настоящее время картина хранится в местной художественной галерее).

### Бергамо (1513—1526)
В 1513 году Лотто выдержал своего рода соревнование с другими художниками, в результате которого он был выбран доминиканцами Бергамо для выполнения запрестольного образа их церкви Святых Бартоломео и Стефано. Началось его пребывание в городе, где прошли самые спокойные и плодотворные годы жизни художника.
По мнению Р. Лонги Лотто, как и Моретто, Савольдо и Морони:

«Отдав дань „grand goût“ века, ориентирующемуся на античность, которая отразилась в творчестве Рафаэля, Микеланджело или Тициана, продолжали идти по другому пути и благодаря своей более выраженной человечности, более смиренной набожности, более верному и тщательно продуманному колориту <…>, сохранили расположенность к лучшему пониманию природы людей и вещей, а это было равнозначно как умению чётко раствориться в безликой толпе, так и возможности идти самостоятельным, без мифологических реминисценций, непроторённым путём»
В 1524 году Лотто получил заказ от графа Джованни Баттиста Суарди, представителя известной семьи из Бергамо, на украшение семейной капеллы на вилле в Трескоре. Представление на фреске капеллы Христа в виде виноградной лозы соперничает «по странности с загадочными измышлениями средневековой символики». Сцены из житий святых Варвары, Клары, Бригитты соседствуют с изображениями пророков и сивилл, предсказавших торжество Христа. Эпизоды из житий святых Клары и Варвары Лотто, подобно Мемлингу (см. «Страсти Христовы»), помещает в современную городскую среду.
Б. Р. Виппер писал о художнике, что «внутреннее неприятие идеалов Высокого Возрождения, сопротивление принципам классического стиля приобретают у Лотто в этот период его творческого развития ещё один своеобразный оттенок — романтической иронии и гротеска… Некоторые портреты выглядят пародией на возвышенный идеал человека в классическом стиле» .
«Наряду с чертами субъективизма, меланхолии и болезненной экзальтации в позднем творчестве Лотто проявлялись и демократические тенденции», но чаще «элементы северных традиций и народного образного языка вплетаются в сложную канву теологических и аллегорических построений… В это время черты компромисса и надлома окончательно одерживают верх над здоровыми чертами творчества мастера».
В 1552 году Лоренцо Лотто стал послушником монастыря Санта Каза в Лорето. В 1554 году он переехал в Лорето окончательно, пожертвовав монастырю всё свое имущество. В это время он расписал базилику Санта-Мария и написал «Принесение Иисуса в храм» для Палаццо Апостолико в Лорето. Он умер в бедности забытый всеми в 1556 году и был похоронен, по его желанию, в доминиканском одеянии".
В санкт-петербургском Эрмитаже имеются четыре картины Лоренцо Лотто.

## Галерея
- Алтарь Сан-Бернардино. 1521. Холст, масло. Церковь Сан-Бернардино, Бергамо
- Святой Николай во Славе со святыми Иоанном Крестителем и Луцией. Между 1527 и 1529. Холст, масло. Санта-Мария-деи-Кармини, Венеция
- Милостыня Святого Антония. Холст, масло. Базилика Санти-Джованни-э-Паоло, Венеция
- Вознесение Девы Марии. 1549. Церковь Сан-Франческо-алле-Скале, Анкона
- Представление Иисуса в храме. 1554-1555. Холст, масло. Палаццо Апостолико, Лорето
- Кающийся святой Иероним. Ок. 1509. Дерево, масло. Замок Святого Ангела, Рим
- Mecсер Maрсилио Казотти с женой Фаустиной. 1523. Холст, масло. Прадо, Мадрид
- Голдсмит. Тройной портрет. Ок. 1525. Холст, масло. Музей истории искусств, Вена
- Портрет молодого человека. Ок. 1508. Дерево, масло. Музей истории искусств, Вена
- Портрет Андреа Одони. 1527. Холст, масло. Королевская коллекция, Великобритания
- Портрет венецианки в образе Лукреции. 1533. Дерево, масло.  Национальная галерея, Лондон
- Семейный портрет. 1523. Холст, масло. Государственный Эрмитаж, Санкт-Петербург
- Полиптих Сан-Доменико (Полиптих Реканати). 1508. Дерево, масло. Вилла Коллоредо-Мельс, Реканати
- Пьета. Часть Полиптиха Реканати

## Основные произведения
- «Мадонна с младенцем и Св. Петром мучеником», 1503, музей Каподимонте , Неаполь
- «Портрет епископа Бернардо де Росси», 1505 г., музей Каподимонте , Неаполь
- «Аллегорическая композиция», 1505 г., Вашингтон
- «Портрет молодого человека с масляной лампой», ок. 1506 г., (вероятно, секретарь Бернардо деи Росси), Музей истории искусств, Вена
- «Алтарь Тивероне», 1506 г., церковь Санта Кристина, Тревизо
- «Портрет неизвестного юноши», 1506 г., Уффици , Флоренция
- «Оплакивание Христа», 1508 г., Пинакотека Комунале, Реканати
- «Полиптих с Реканати», 1508 г., Вилла Колоредо МЭЛЗ, Реканати
- Алтарь Мартиненго, в 1516 г., Бергамо
- «Портрет Лючии Брембати», ок. 1518 г., Академия Каррара , Бергамо
- алтарь «Мадонна на троне и святыми», 1521 г., церковь Св. Бернардино, Бергамо
- «Мистические помолвке Св. Екатерины», 1523 г., Академия Каррара , Бергамо
- «Сцены из жизни Св. Варвары», фреска 1524—1525 гг., Оратория СУАР Трискоре (недалеко Бергамо)
- «Путь на Голгофу», 1526 г., Лувр, Париж
- «Портрет неизвестного с золотой лапкой льва», 1527 г., Музей истории искусств , Вена
- «Мадонна с младенцем, святой Екатериной и святым Иаковом», 1527—1533 гг.
- «Христос и грешница», в 1529 г., Лувр , Париж
- «Протрет Андрео Одоне», в 1527 г., Королевская коллекция, Лондон
- алтарь «Св. Николай из Бари в славе», в 1529 г., церковь Санта Мария деи Кармине, Венеция
- «Мадонна с младенцем, Св. Екатериной Александрийской и апостолом Фомой», 1530, Музей истории искусств , Вена
- «Мадонна с младенцем и двумя ангелами», Музей изобразительных искусств имени Пушкина , Москва
- «Портрет молодого человека с расчетной книгой», ок. 1530 г., Галерея академии, Флоренция
- «Лукреция Валье», 1533 р., Национальная галерея (Лондон)
- «Марсилио Казотт с женой и ангелом», +1533 г., Прадо , Мадрид
- «Поклонение пастухов младенцу Христу», ок. 1534 г., Государственный музей истории и искусств, Брешия
- «Портрет архитектора», в 1533 (?), частное собрание
- «Благовещение», в 1535 г., Пинакотека Комунале, Реканати
- «Св. Христофор между Св. Рохом и Св. Себастьяном», 1535 г., Апостольский дворец, Лорето.
- «Св. Семейство с тремя ангелами, Св. Елизаветой и Св. Захарией», 1537 г., Лувр , Париж
- «Алтарь с алебардой», 1539 г., Пинакотека Цивик Франческо Подеста, Анкона
- «Портрет пожилого благородного господина с перчатками», 1543 г., Пинакотека Брера, Милан
- «Портрет пожилого благородного господина с перчатками», Эрмитаж, Санкт-Петербург
- «Лаура Пола», +1543 г., Пинакотека Брера, Милан
- «Портрет Фебо да Брешиа», +1544 г., Пинакотека Брера, Милан
- «Св. Иероним в пустыне», 1544 г., Галерея Дориа Памфили, Рим
- «Оплакивание Христа (Лоренцо Лотто)» , 1545 г., Пинакотека Брера, Милан

## Выставки в России
- 2011 год — ГМИИ, Москва: парные портреты Фебо да Брешиа и Лауры да Поло из собрания галереи Брера в Милане;
- 2012 год — ГМИИ, Москва: «Лоренцо Лотто. Ренессанс в провинции Марке» (14 декабря 2012 — 10 февраля 2013)[21];
- 2015 год — Государственный Эрмитаж, Санкт-Петербург: «Лоренцо Лотто. Мадонна на троне со святыми Екатериной, Августином, Себастьяном, Антонием Аббатом и Иоанном Крестителем из церкви Санто Спирито в Бергамо» (25 марта 2015 — 21 июня 2015)[22].